# El Punt
Pour les articles homonymes, voir Punt.
El Punt est un journal en catalan basé à Gérone et diffusé en Catalogne. Jusqu'en 1990, il portait le nom de « Punt Diari ». En 2006, il disposait de sept éditions locales : Barcelone, Gérone, Barcelonais nord, Maresme, Pénédès, Vallès Occidental et Camp de Tarragone. Il est considéré comme de tendance catalaniste de gauche.
Le 27 novembre 2009, El Punt a racheté le journal Avui en faisant l’acquisition de l’ensemble de ses actions auprès de la Corporació Catalana de Comunicació. Le 31 juillet, les deux journaux sont finalement fusionnés en un seul, sous le nouveau nom de El Punt Avui.

## Directeurs d'El Punt
- 1979-1979 : Jordi Negre.
- 1979-1980 : Carles Sánchez-Costa.
- 1980-1980 : Xavier Roig.
- 1980-1982 : Pius Pujades.
- 1982-1985 : Josep Collelldemont.
- 1985-1985 : Jaume Fabra.
- 1985-1986 : Carles Revés.
- 1986-1989 : Enric Matarrodona.
- 1989-1992 : Joan Vall Clara.
- Depuis 1992 : Emili Gispert.